# Taylor (Texas)
Taylor város az Amerikai Egyesült Államok Texas államában, Williamson megyében. Lakosainak száma 16 267 fő (2020. április 1.).

## Közlekedés

### Vasút
A települést napi egy pár Texas Eagle néven futó Amtrak távolsági vonatjárat érinti.

## Népesség
A település népességének változása:

| 2010 | 15 191 |
| 2020 | 16 267 |